# 李弼 (赵国公)
李弼（494年—557年11月14日），字景和，河南郡洛阳县（今河南省洛阳市东）人，祖籍辽东郡襄平县（今辽宁省辽阳市），北魏、西魏、北周官员，西魏八柱国之一。

## 生平

### 早年
李弼的六世祖李根是后燕慕容垂时期的黄门郎，祖父李贵丑是平州刺史，父亲李永是太中大夫，死后赠予凉州刺史。
李弼年少时有远大的志向，体力过人。当时正处于北魏王朝衰亡祸乱的时期，李弼曾经对所亲近的人说：“大丈夫活在世上，应当不畏艰险，平定寇难，安定社稷以获取功名，怎么能碌碌无为靠着门第等级来求得美名尊位呢？”北魏永安元年（528年），尔朱天光征召李弼出任别将，李弼跟随尔朱天光西征，击败赤水蜀，以军功出任征虏将军，封石门县伯，食邑五百户。李弼又和贺拔岳讨伐万俟丑奴、万俟道洛、王庆云，都击败了他们。李弼常常冲锋陷阵，所向披靡，敌人都畏惧他，说：“不要挡在李将军前面。”

### 归附宇文泰
尔朱天光前往洛阳后，李弼隶属于侯莫陈悦，为大都督，加通直散骑常侍。太昌初年，李弼出任清水郡太守、恒州大中正，很快出任南秦州刺史。李弼跟随侯莫陈悦征讨，屡次获胜。永熙三年（534年），侯莫陈悦害死贺拔岳，将军队驻扎在陇上。四月，宇文泰从平涼进军讨伐侯莫陈悦，李弼对侯莫陈悦说：“贺拔岳没有罪过您却害死了他，又不能抚慰收服他的部众，让他们没有归宿。宇文夏州收服并任用了贺拔岳的部下，得到他们的誓死效力，都宣称替主将报仇，他的用意本来就不小。现在应该停战谢罪，不这样的话，恐怕必定会遭受灾祸。”侯莫陈悦惶恐疑惑，想不出什么办法。李弼知道侯莫陈悦必定失败，于是对亲近的人说：“宇文夏州的才能和谋略无人能比，他的品德仁义令人崇拜敬仰。侯莫陈公的才智很小谋划却很大，怎么能够保全自己。我们如果不做打算，恐怕会和他一起遭受灭族的灾祸。”恰逢宇文泰的军队抵达，侯莫陈悦放弃秦州南逃到上邽，占据险要之地自守。侯莫陈悦先招来李弼，李弼秘密的派使者到宇文泰那里，向宇文泰许诺临阵投降。当夜，李弼于是勒令部下骑上驴子和骆驼，说：“侯莫陈公想要回到秦州，你们为什么不整理行装？”李弼的妻子是侯莫陈悦的姨妈，特别受到侯莫陈悦的亲信任用，众人都相信了李弼。人心惊慌骚乱，无法重新安定，都分散逃走，争着前往秦州。李弼先行驰马到达秦州，守住城门安抚众人，于是率领部众归附宇文泰，侯莫陈悦因此失败。宇文泰对李弼说：“您和我同心，天下就不难平定。”宇文泰击败侯莫陈悦后得到的财宝和奴隶，全部将其中的好的赐给李弼。宇文泰仍命令李弼以原来的官职镇守原州。当时氐王杨绍先乘着北魏混乱逃回武兴，再度称王。凉州刺史李叔仁被百姓活捉，氐族、羌族、吐谷浑都起兵叛乱，从南岐州到至瓜州、鄯州，占据州郡的叛军数都数不过来。宇文泰命令李弼镇守原州，夏州刺史拔也恶蚝镇守南秦州，渭州刺史可朱浑道元镇守渭州，卫将军赵贵代理秦州刺史。魏孝武帝授予宇文泰按照皇帝授权封官拜爵的权利后，宇文泰又任命李弼出任秦州刺史。永熙三年十二月，宇文泰派遣李虎、李弼、赵贵前往灵州袭击曹泥。

### 小关、弘农之战
大统三年（537年），宇文泰征召李弼出任大都督，八月丁丑（37年9月4日），宇文泰率领李弼、独孤信、梁御、赵贵、于谨、若干惠、怡峰、刘亮、王德、侯莫陈崇、李远、达奚武十二名将军东征东魏，李弼统帅右军，进攻潼关和回洛城并攻克。李弼进位仪同三司、雍州刺史，不久又升任骠骑大将军、开府仪同三司。李弼跟随宇文泰平定窦泰，冲锋陷阵，斩杀和俘获的敌人很多，宇文泰将自己乘的騅马及窦泰穿的牟甲赐给李弼。李弼又跟随宇文泰平定弘农。

### 沙苑之战
大统三年十月壬辰（537年11月18日），宇文泰率领军队抵达沙苑，距高欢的军队六十多里。高欢听到了宇文泰已经到达沙苑的消息，十月癸巳（537年11月19日）早晨，高欢指挥军队准备与宇文泰交战。西魏军队的侦查骑兵报告说高欢的部队快要到达，宇文泰召集各位将领商量对策。李弼说：“敌众我寡，所以我们不能在平坦的地方布置战阵，此处以东十里地有一个渭曲的地方，可以先占据那里等待高欢的人马。”宇文泰听从了李弼的意见，在渭曲背靠河水的东西两面布置了战阵，由李弼指挥右翼，赵贵指挥左翼，同时命令将士持长兵器隐藏在芦苇丛中，约定听到鼓声响起之后再出来。晡时，东魏军队到达渭曲，都督斛律羌举对高欢说：“宇文黑獭把全国的部队带了出来，要和我们决一死战，就好象疯狗一样，也许能咬人一口，况且渭曲芦苇丛深，烂泥淤积，无法用力，不如暂缓与他们相持，先秘密地分出精锐部队径直突袭长安，他们的老巢倾覆，那么宇文黑獭可以不战而擒。”高欢问：“放火焚烧芦苇丛，怎么样？”侯景说：“我们应当活捉宇文黑獭，把他带到老百姓面前展示，如果他在人群中被烧死，谁会相信他真的死了！”彭乐盛气凌人地请求出战，说：“我们人多，敌军人少，一百人抓一个人，还有什么必要担心打不赢！”高欢接受了彭乐的意见。东魏的士兵看到西魏的士兵人少，争先恐后的冲上前去袭击对方，队列乱七八糟。双方将要交战时，宇文泰敲响战鼓，西魏士兵都奋勇而起，于谨等人的六支部队与敌兵交锋作战，西魏左翼军队被东魏军队击败，李弼召集部下六十名铁甲骑兵，身先士卒，横着劫击敌军，东魏军队被分割为两部分，东魏因此大败，被斩首六千多，临阵向西魏投降的有两万多人。李弼因功拜特进，获赐爵赵郡公，增加食邑一千户。李弼又和贺拔胜攻克河东郡，平定汾水和绛水一带。

### 谷城之战
大统四年（538年），李弼跟随宇文泰向东进攻洛阳，李弼为前锋。八月庚寅（538年9月12日），宇文泰从函谷关出兵到达谷城，侯景和高昂商议整顿兵马，等待西魏军队到来。仪同三司莫多娄贷文请求率领自己的部队进攻宇文泰的前锋，侯景等人坚决不答应。莫多娄贷文性格刚强一意孤行，不肯接受命令，与可朱浑道元率领轻装骑兵一千人远离大本营去侦查寻找战机，西行到瀍涧一带，在夜间遭遇西魏李弼和达奚武的军队，李弼命令士兵击鼓呐喊，拖曳木柴扬起尘土，莫多娄贷文以为西魏的主力到来，向后撤退，李弼追上将他斩首，首级传到西魏大军中。

### 河桥之战
次日，李弼又跟随宇文泰与高欢展开河桥之战，李弼多次深入敌阵，身上七处受伤，于是被东魏俘虏，看守他的人围了几层。李弼假装受了重伤，晕倒在地。东魏看守逐渐松懈，李弼侧眼看到身旁有马，就跃上马背向西奔驰，得以逃脱。大统五年，李弼升任司空。大统六年，侯景占据荆州，李弼和独孤信抵御侯景，侯景于是撤走。大统九年（543年），李弼跟随宇文泰参与邙山之战，转任太尉。
大统十三年（547年），侯景占据黄河以南六州归附西魏，东魏派遣韩轨前往颍川进攻侯景，魏孝静帝诏令斛律金率领潘乐、薛孤延等人在河阳防守。宇文泰派遣李弼、若干荣等人率领骑兵和步兵数万人，想要从新城前去支援侯景。李弼抵达后，韩轨撤退。斛律金率领部署驻扎在广武准备拦截西魏军，李弼等人听说后撤退。
大统十四年（548年），进位为柱国大将军。西魏废帝元年（551年），赐姓徒河氏。周孝闵帝在557年即位后，进封为赵国公、太师。
李弼每次率兵征讨，早上接受命令，傍晚就出发，不过问家事，也从来没有在家中住宿。他的忧国忘身都类似如此，而且李弼生性沉毅雄健，有很深的见识，所以能够将功名保持到最后。周明帝元年十月癸酉（557年11月14日），李弼去世，虚岁六十四。周明帝当天为李弼举哀，到下葬时亲临吊丧，又发动士卒为李弼挖掘坟墓，配给天子使用的大辂、龙旂，派军队在墓地列阵，定谥号武，不久追封魏国公，将李弼合祭于宇文泰的宗庙之中。

## 家族

### 祖父
- 李贵丑，北魏平州刺史

### 父亲
- 李永，北魏太中大夫、赠凉州刺史

### 兄弟姐妹
- 李檦，北周大将军、开府仪同三司、总管延绥丹三州诸军事、延州刺史、汝南壮公

### 子女
- 李曜，长子，北周开府、邢国公
- 李晖，次子，北周柱國、总管梁洋等十州诸军事、梁州刺史、魏国公
- 李衍，第四子，隋朝柱国、安州总管、真乡夙公
- 李纶，第五子，北周车骑大将军、开府仪同三司、司宗中大夫、河阳郡公
- 李晏，北周大将军、开府仪同三司、赵郡公
- 李椿，第七子，隋朝骠骑将军、开府仪同三司、河东郡公

## 延伸阅读
[在维基数据编辑]
 《周書·卷15》，出自令狐德棻《周書》